# Palacio de Las Cortes de Aragón (San Mateo)
El palacio de Las Cortes de Aragón situado en la localidad de San Mateo (Provincia de Castellón, España) es un edificio de amplia fachada y pocos y desordenados vanos. En ella dos arcos ojivales cegados y los balcones sin vuelo de la planta alta, sobre los que se perciben restos de dintel, de lo que fueron sin duda ventanas tríforas, nos indican la posible asignación como palacio del siglo XV profundamente modificado.
La fachada está revocada y pintada, aunque se aprecian los indicios de sillería. Está coronado por un alero corrido, con dos vuelos de teja y ladrillo. La cubierta es de teja árabe.
Existe cierta tradición que habla de esta casa como sede real durante alguna de las Cortes reunidas en San Mateo y la identifica como lugar de hospedaje de Felipe II en su visita a San Mateo en 1587.